# Rockledge (Pensilvania)
Jenkintown es un borough ubicado en el condado de Montgomery en el estado estadounidense de Pensilvania. En el año 2000 tenía una población de 1,060 habitantes y una densidad poblacional de 2,868.3 personas por km².

## Geografía
La ciudad está situada en las coordenadas 40°4′56″N 75°5′23″O / 40.08222, -75.08972 (40.082310, -75.089600) y tiene un área de 0,9 km².

## Dempgrafía
A partir del censo de 2000, había 2.577 personas. La densidad de población fue de 2,842.8 / km ². Había 1.091 unidades de vivienda en una densidad media de 1.203,5 / km². La composición racial de la ciudad era 97,98% blanco, 0,04% americafricanos, 0,04% americanos nativos, 0.97% asiáticos, 0,31% de otras razas y 0,66% de dos o más razas. Hispanos o latinos de cualquier raza eran el 0,58% de la población.

## Gobierno
Rockledge tiene una forma de administrador de la ciudad de gobierno con un alcalde y un consejo de siete miembros. El alcalde es Harold Praediger. El Presidente del Consejo de Distrito es José Denelsbeck. El Jefe de la Policía Municipal es James Leary. El Administrador de Distrito de Rockledge es Grace Metzinger.